# Brian Cotter
Pour les articles homonymes, voir Cotter.
Baron Brian Joseph Michael Cotter, né le 24 août 1936 à Londres et mort le 14 novembre 2023, est un homme politique britannique.
Il est député libéral démocrate de Weston-super-Mare de 1997 à 2005. Il est pair à vie depuis 2006.

## Biographie

### Jeunesse
Né à Londres, fils d'un médecin de Weston-super-Mare, Brian Cotter fait ses études à la Saint Benedict's School, à Ealing et à la Downside School dans le Somerset, où, à seize ans, il court un mile en 4½ minutes.
En quittant l'école, il entre dans l'armée britannique, servant deux ans dans le service national, en Allemagne. Il se lance dans les affaires après l'armée, après des études commerciales dans une école polytechnique de Londres. Dirigeant sa propre petite entreprise de fabrication, à Alton, elle est maintenant gérée comme une coopérative.
Ancien conservateur, comme il le déclare dans le journal de campagne électorale générale de Woking Liberal / SDP Alliance, The Voice en 1987, Brian Cotter est élu au Woking Borough Council en 1986, en tant que candidat de l'alliance libéral/SDP, représentant le quartier Mount Hermon West. Il conserve ce siège jusqu'à sa démission en 1990.

### Carrière parlementaire
En 1997, Brian Cotter est élu député de Weston-super-Mare, le premier non issu du Parti conservateur depuis 1923. Il s'était présenté au même siège en 1992. Il est réélu en 2001, mais le siège est remporté par John Penrose (conservateur) aux élections de 2005. Tout au long de son mandat au Parlement, il est porte-parole des petites entreprises pour les libéraux démocrates.
Le 30 mai 2006, il est créé pair à vie siégeant sur les rangs libéraux démocrates à la Chambre des lords, avec le titre de baron Cotter, de Congresbury dans le comté de Somerset. Il prononce son premier discours à la Chambre  des Lords le 29 juin .
Avant l'élection du gouvernement de coalition, il est porte-parole des libéraux démocrates sur les questions relatives aux petites entreprises et à l'enseignement professionnel, en particulier les apprentissages. Au sein de la coalition, il s'est concentré sur les affaires et la formation professionnelle.
Le baron Cotter est un catholique romain pratiquant. Il est un mécène de l'association caritative contre la violence domestique, la ManKind Initiative .

### Vie privée
Brian Cotter épouse Eyleen Patricia Wade en février 1963. Ils ont deux fils et une fille.